# Ardizas
Ardizas település Franciaországban, Gers megyében. Lakosainak száma 219 fő (2022. január 1.). Ardizas Laréole, Cadours, Cologne, Encausse és Sainte-Anne községekkel határos.

## Népesség
A település népességének változása:
| Lakosok száma | 106  | 120  | 127  | 178  | 203  | 204  | 216  | 223  | 221  | 219  |
|               | 1968 | 1982 | 1990 | 2006 | 2013 | 2015 | 2017 | 2019 | 2020 | 2022 |